# Балтика (Самарская область)
Балтика — деревня в Кошкинском районе Самарской области в составе сельского поселения Нижняя Быковка.

## География
Находится на расстоянии примерно 12 километров по прямой на юго-восток от районного центра села Кошки.

## История
Деревня основана в 1840-е годы эстонцами, выходцами из Прибалтики. На 1910 год было учтено 20 дворов, 145 человек, все эстонцы. В советское время работали колхозы «Койт», «Эдазе», «Прогресс».

## Население
| 2010 |
| ---- |
| 2    |

Постоянное население составляло 5 человека (русские 60 %, эстонцы 49 %) в 2002 году, 2 в 2010 году.